# Paradesmus thysanopus
Paradesmus thysanopus är en mångfotingart som beskrevs av Cook och Collins 1893. Paradesmus thysanopus ingår i släktet Paradesmus och familjen orangeridubbelfotingar. Inga underarter finns listade i Catalogue of Life.